# Sergio Elías Ortiz

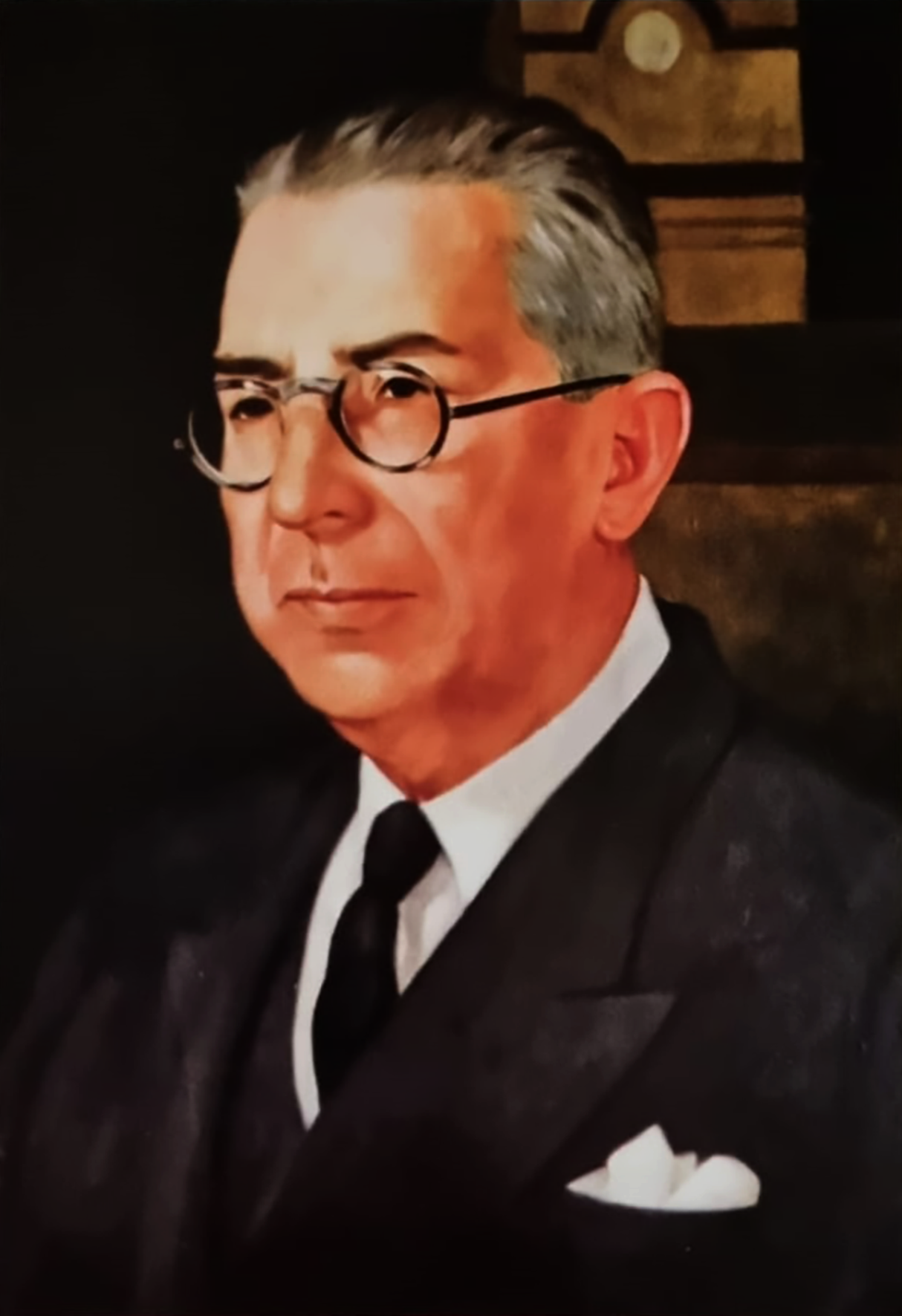
Ölportrait von Sergio Elías Ortiz (1960)

Sergio Elías Ortiz (* 8. Mai 1894 in Pasto; † 11. Februar 1978 in Bogotá) war ein kolumbianischer Historiker und konservativer Politiker.
Ortiz war Rektor der Universidad de Nariño, Abgeordneter im Unterhaus des kolumbianischen Kongresses und Sekretär auf Lebenszeit der Nariñensischen Geschichtsakademie.
Seine Schriften widmete Ortiz größtenteils der Lokal- und Regionalgeschichte seiner Heimat. Sein Nachlass Fondo Sergio Elías Ortíz (FSEO) befindet sich in der Bibliothek der Hochschule María Goretti in Pasto.